# مدسيف
مدسيف (بالإنجليزية: Medsafe)‏ أو سلطة الأدوية وسلامة الأجهزة الطبية النيوزيلندية (بالإنجليزية: New Zealand Medicines and Medical Devices Safety Authority)‏ هي مؤسسة تنظيمية طبية تديرها وزارة الصحة في نيوزيلندا وحسب قانون الأدوية لعام 1981 وتعليمات الأدوية لعام 1984.
بلغ عدد موظفي مدسيف 60 موظفا في مكتبين. يقع المكتب في ويلينغتون ويختص بالوظائف الإدارية المركزية والموافقة على المنتجات ووضع المقاييس، أما التحقيقات والتحكم بالحدود فيقع في أوكلاند.

## روابط خارجية
- الموقع الرسمي